# Équipe Gordini
L'Équipe Gordini è stata una squadra automobilistica francese fondata da Amedeo Gordini, dopo aver stretto un accordo con la casa automobilistica SIMCA, nel 1946, con sede a Parigi.
Ha partecipato al campionato mondiale di Formula 1 senza conseguire vittorie dal 1950 al 1956 e al campionato mondiale vetture sport dal 1953 al 1955 e nel 1957. Ha inoltre preso parte alla 24 Ore di Le Mans nelle edizioni 1937 e dal 1953 al 1957.

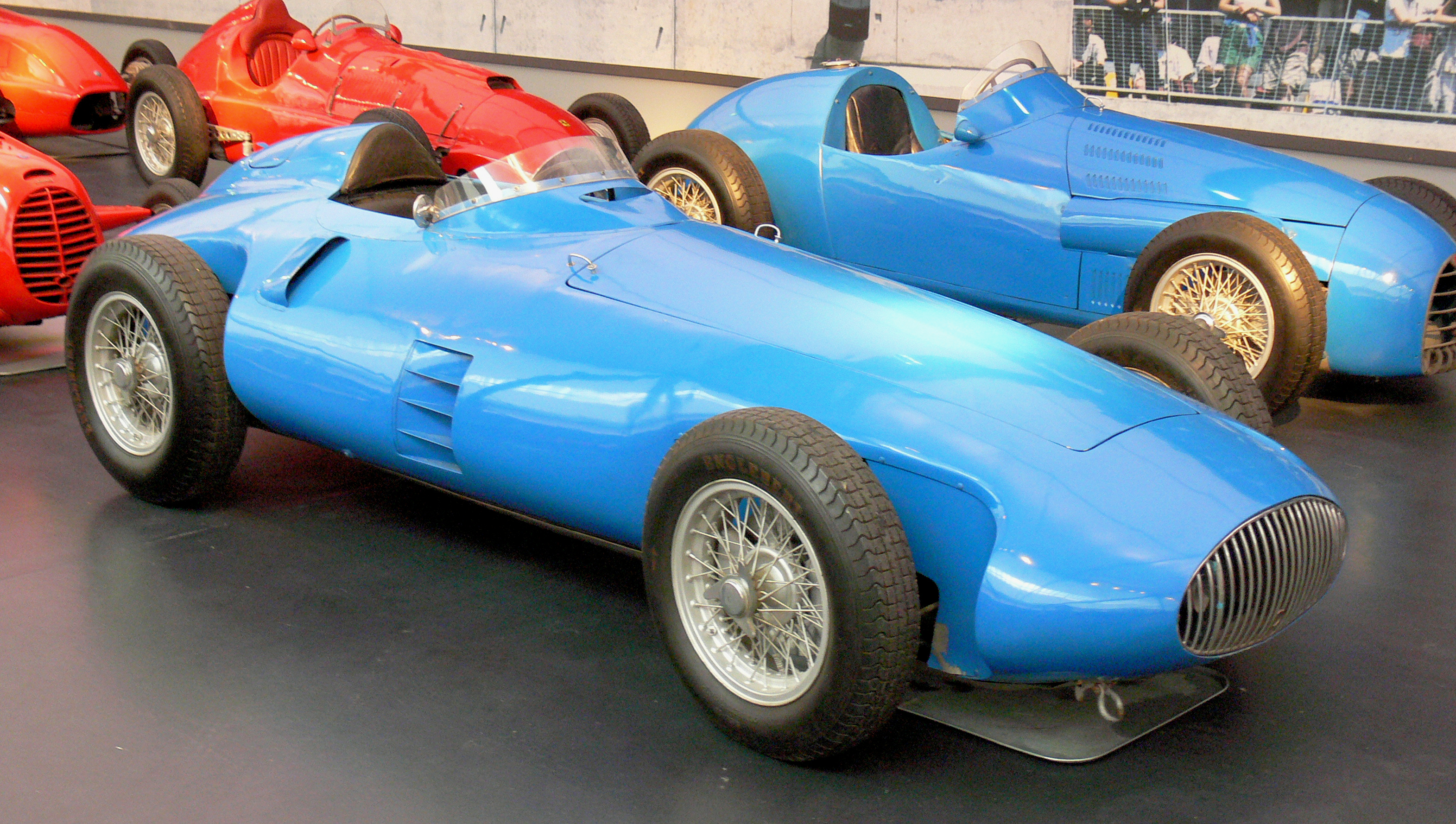
Le vetture Gordini Type 32 (in primo piano) e Type 16 (alle spalle)

## Principali piloti
- Robert Manzon (1950-1953, 1955-1956): 25 GP
- Jean Behra (1951-1954): 21 GP
- Maurice Trintignant (1950-1953): 18 GP

## Risultati in Formula 1
| Anno | Vettura | Motore            | Gomme | Piloti      |  |     |  |  |  |   |     |  |  | Punti | Pos. |
| ---- | ------- | ----------------- | ----- | ----------- |  | --- |  |  |  | - | --- |  |  | ----- | ---- |
| 1950 | T15     | Simca-Gordini 15C | E     | Manzon      |  | Rit |  |  |  | 4 | Rit |  |  | -     | -    |
| 1950 | T15     | Simca-Gordini 15C | E     | Trintignant |  | Rit |  |  |  |   | Rit |  |  | -     | -    |

| Anno | Vettura | Motore           | Gomme | Piloti      |  |  |  |     |  |     |     |     |  | Punti | Pos. |
| ---- | ------- | ---------------- | ----- | ----------- |  |  |  | --- |  | --- | --- | --- |  | ----- | ---- |
| 1951 | T15 T11 | Simca-Gordini 16 | E     | Simon       |  |  |  | Rit |  | Rit | 6   | Rit |  | -     | -    |
| 1951 | T15 T11 | Simca-Gordini 16 | E     | Manzon      |  |  |  | Rit |  | 7   | Rit | 9   |  | -     | -    |
| 1951 | T15 T11 | Simca-Gordini 16 | E     | Trintignant |  |  |  | Rit |  | Rit | Rit | Rit |  | -     | -    |
| 1951 | T15 T11 | Simca-Gordini 16 | E     | Gordini     |  |  |  | Rit |  |     |     |     |  | -     | -    |

| Anno | Vettura | Motore                | Gomme | Piloti      |     |  |     |     |     |     |     |     |  | Punti | Pos. |
| ---- | ------- | --------------------- | ----- | ----------- | --- |  | --- | --- | --- | --- | --- | --- |  | ----- | ---- |
| 1952 | T16 T15 | Gordini 20 Gordini 18 | E     | Manzon      | Rit |  | 3   | 4   | Rit | Rit | 5   | 14  |  | -     | -    |
| 1952 | T16 T15 | Gordini 20 Gordini 18 | E     | Behra       | 3   |  | Rit | 7   |     | 5   | Rit | Rit |  | -     | -    |
| 1952 | T16 T15 | Gordini 20 Gordini 18 | E     | Bira        | Rit |  | 10  | Rit | 11  |     |     |     |  | -     | -    |
| 1952 | T16 T15 | Gordini 20 Gordini 18 | E     | Claes       |     |  | 8   |     |     |     |     |     |  | -     | -    |
| 1952 | T16 T15 | Gordini 20 Gordini 18 | E     | Trintignant |     |  |     | 5   | Rit | Rit | 6   | Rit |  | -     | -    |

| Anno | Vettura | Motore                | Gomme | Piloti      |     |  |     |     |     |     |     |     |   | Punti | Pos. |
| ---- | ------- | --------------------- | ----- | ----------- | --- |  | --- | --- | --- | --- | --- | --- | - | ----- | ---- |
| 1953 | T16 T15 | Gordini 20 Gordini 18 | E     | Behra       | 6   |  |     | Rit | 10  | Rit | Rit | Rit |   | -     | -    |
| 1953 | T16 T15 | Gordini 20 Gordini 18 | E     | Trintignant | 7   |  | 6   | 5   | Rit | Rit | Rit | Rit | 5 | -     | -    |
| 1953 | T16 T15 | Gordini 20 Gordini 18 | E     | Schell      | 7   |  | Rit | 7   | Rit | Rit | Rit |     | 9 | -     | -    |
| 1953 | T16 T15 | Gordini 20 Gordini 18 | E     | Manzon      | Rit |  |     |     |     |     |     |     |   | -     | -    |
| 1953 | T16 T15 | Gordini 20 Gordini 18 | E     | Menditeguy  | Rit |  |     |     |     |     |     |     |   | -     | -    |
| 1953 | T16 T15 | Gordini 20 Gordini 18 | E     | Birger      | Rit |  |     |     |     |     |     |     |   | -     | -    |
| 1953 | T16 T15 | Gordini 20 Gordini 18 | E     | Mieres      |     |  | Rit |     | Rit |     |     |     | 6 | -     | -    |
| 1953 | T16 T15 | Gordini 20 Gordini 18 | E     | Wacker      |     |  | NP  | 9   |     |     |     |     |   | -     | -    |

| Anno | Vettura | Motore     | Gomme | Piloti  |     |  |     |     |     |     |     |     |     | Punti | Pos. |
| ---- | ------- | ---------- | ----- | ------- | --- |  | --- | --- | --- | --- | --- | --- | --- | ----- | ---- |
| 1954 | T16     | Gordini 23 | E     | Behra   | SQ  |  | Rit | 6   | Rit | 10  | Rit | Rit | Rit | -     | -    |
| 1954 | T16     | Gordini 23 | E     | Bayol   | 5   |  |     |     |     |     |     |     |     | -     | -    |
| 1954 | T16     | Gordini 23 | E     | Loyer   | Rit |  |     |     |     |     |     |     |     | -     | -    |
| 1954 | T16     | Gordini 23 | E     | Frère   |     |  | Rit | Rit |     | Rit |     |     |     | -     | -    |
| 1954 | T16     | Gordini 23 | E     | Pilette |     |  | 5   |     | 9   | Rit |     |     |     | -     | -    |
| 1954 | T16     | Gordini 23 | E     | Pollet  |     |  |     | Rit |     |     |     |     | Rit | -     | -    |
| 1954 | T16     | Gordini 23 | E     | Bucci   |     |  |     |     | Rit | Rit | Rit | Rit |     | -     | -    |
| 1954 | T16     | Gordini 23 | E     | Wacker  |     |  |     |     |     |     | Rit | 6   |     | -     | -    |

| Anno | Vettura | Motore                | Gomme | Piloti         |     |     |  |  |     |     |     |  |  | Punti | Pos. |
| ---- | ------- | --------------------- | ----- | -------------- | --- | --- |  |  | --- | --- | --- |  |  | ----- | ---- |
| 1955 | T16 T32 | Gordini 23 Gordini 25 | E     | Bayol          | Rit | Rit |  |  |     |     |     |  |  | -     | -    |
| 1955 | T16 T32 | Gordini 23 Gordini 25 | E     | Iglesias       | Rit |     |  |  |     |     |     |  |  | -     | -    |
| 1955 | T16 T32 | Gordini 23 Gordini 25 | E     | Birger         | Rit |     |  |  |     |     |     |  |  | -     | -    |
| 1955 | T16 T32 | Gordini 23 Gordini 25 | E     | Manzon         |     | Rit |  |  | Rit | Rit |     |  |  | -     | -    |
| 1955 | T16 T32 | Gordini 23 Gordini 25 | E     | Pollet         |     | 7   |  |  | 10  |     | Rit |  |  | -     | -    |
| 1955 | T16 T32 | Gordini 23 Gordini 25 | E     | da Silva Ramos |     |     |  |  | 8   | Rit | Rit |  |  | -     | -    |
| 1955 | T16 T32 | Gordini 23 Gordini 25 | E     | Sparken        |     |     |  |  |     | 7   |     |  |  | -     | -    |
| 1955 | T16 T32 | Gordini 23 Gordini 25 | E     | Lucas          |     |     |  |  |     |     | Rit |  |  | -     | -    |

| Anno | Vettura | Motore                | Gomme | Piloti         |  |     |  |  |    |     |     |     |  | Punti | Pos. |
| ---- | ------- | --------------------- | ----- | -------------- |  | --- |  |  | -- | --- | --- | --- |  | ----- | ---- |
| 1956 | T16 T32 | Gordini 23 Gordini 25 | E     | da Silva Ramos |  | 5   |  |  | 8  | Rit |     | Rit |  | -     | -    |
| 1956 | T16 T32 | Gordini 23 Gordini 25 | E     | Pilette        |  | 6   |  |  | 11 |     | NP  |     |  | -     | -    |
| 1956 | T16 T32 | Gordini 23 Gordini 25 | E     | Bayol          |  | 6   |  |  |    |     |     |     |  | -     | -    |
| 1956 | T16 T32 | Gordini 23 Gordini 25 | E     | Manzon         |  | Rit |  |  | 9  | 9   | Rit | Rit |  | -     | -    |
| 1956 | T16 T32 | Gordini 23 Gordini 25 | E     | Milhoux        |  |     |  |  |    |     | Rit |     |  | -     | -    |
| 1956 | T16 T32 | Gordini 23 Gordini 25 | E     | Simon          |  |     |  |  |    |     |     | 9   |  | -     | -    |

| Legenda | 1º posto     | 2º posto | 3º posto    | A punti         | Senza punti/Non class.  | Grassetto – Pole position Corsivo – Giro più veloce |
| Legenda | Squalificato | Ritirato | Non partito | Non qualificato | Solo prove/Terzo pilota | Grassetto – Pole position Corsivo – Giro più veloce |